# Nacozari Viejo
Nacozari Viejo är en ort i Mexiko.   Den ligger i kommunen Nacozari de García och delstaten Sonora, i den nordvästra delen av landet, 1 600 km nordväst om huvudstaden Mexico City. Nacozari Viejo ligger 1 352 meter över havet och antalet invånare är 11 872.
Terrängen runt Nacozari Viejo är huvudsakligen kuperad, men den allra närmaste omgivningen är platt. Runt Nacozari Viejo är det glesbefolkat, med 9 invånare per kvadratkilometer. Nacozari Viejo är det största samhället i trakten. Omgivningarna runt Nacozari Viejo är i huvudsak ett öppet busklandskap.